# Hans Wach
Hans Wach (* 18. Dezember 1879 in Höchst; † 15. Dezember 1961 in Kilchberg ZH) war ein deutscher Ingenieur.

## Biografie
Wach studierte an der Technischen Hochschule Hannover Maschinenbau und wurde dort zum Dr.-Ing. promoviert. Seine berufliche Laufbahn begann er bei der Maschinenfabrik Augsburg-Nürnberg und wechselte dann zur Friedr. Krupp Germania Werft nach Kiel. Sein besonderes Interesse galt der Dampfturbine als Schiffsantrieb. Während seiner Anstellung als technischer Direktor der Joh. C. Tecklenborg Werft in Bremerhaven entwickelte er gemeinsam mit Gustav Bauer die Bauer-Wach-Abdampfturbine. 
Bis 1926 war Wach für einige Jahre Mitglied im Vorstand der Werft. Nachdem die Joh. C. Tecklenborg Werft 1926 in die Deutsche Schiff- und Maschinenbau Aktiengesellschaft (DESCHIMAG) integriert wurde, übernahm Hans Wach bis 1928 die Leitung des Schiffsmaschinenbaus der DESCHIMAG.
Hans Wach war Fachmitglied der Schiffbautechnischen Gesellschaft in Berlin.